# 今夜もHOT'N HOT
『今夜もHOT'N HOT』（こんやもホッツンホット）は、1985年4月13日から1989年3月25日まで、土曜日の深夜で放送された、朝日放送ラジオ制作のラジオ番組。

## パーソナリティ
- 太平シロー
- 笠井則江 （1985年4月13日 - 1986年7月）
- 中村貴子 （1986年8月 - 1988年8月6日）
- 我妻佳代 （1988年8月13日[1] - 1989年3月25日）

### その他レギュラー出演者
- 桂小春（現・三代目桂小春団治、1987年〜1988年当時）[2]
- どんきほ〜て （1987年〜1988年当時）[2]

## 放送時間
- 毎週土曜日 23:35 - 24:35 （1985年4月13日 - 1987年4月4日）
- 毎週土曜日 23:05 - 24:05 （1987年4月11日 - 1989年3月25日）

## 概要
ローソンの一社提供番組。当時ローソンでかつて販売していた商品のブランド名をそのまま番組タイトル名に付けた。なお、本番組のスタートと同時に1985年3月までこの時間帯で放送されていた『ABCヤングリクエスト』（土曜）はスタート時間を深夜24:40に繰り下げて短縮している。
「若者の本音に迫る先端番組」と言うコンセプトでスタート。アイドルや若手歌手、タレントらとのゲストトークの他、コーナーはラジオカー『テレッカー』の機動力を生かした「おもしろレポート」、「美女美女探検隊」、「ヤングジャーナル」、そして本番組の構成作家の青木一郎のアイドル情報コーナーなどが行われていた。また、初期の頃は筑紫哲也が出演するコーナーもあった。1988年当時は桂小春が外へ出て夜の街で一般の人に声をかけ、スタジオへ招く「街で見つけた男と女」コーナーがあった。
1987年当時は、本番組について「大阪のノリから外れて地味な“よその家”的ほのぼのさを大切にする」番組と紹介されたことがある。
毎週ゲストの出演があり、1988年当時はデーモン閣下（当時はデーモン小暮）が月1回のレギュラーゲストとして入っていた。シローによると1987年〜1988年頃の番組の雰囲気は、普段がそれぞれ別々に活動している出演者たちが週一回集まり、この一週間に得たもの・感じたものを出し合う“サークル活動”をしているような放送だと話していたことがある。1988年6月には当時のレギュラー出演者だったシロー、中村貴子、桂小春、どんきほ〜て、青木一郎の6人での「シロー劇団」として公開生放送が行われた。
1988年8月13日から太平シローとの共演者が我妻佳代に代わってからは内容も一新、バラエティ面が強化されてゲストもお笑いタレントが多く入るようになり、コーナーもシローの「ものまねクイズ」、我妻の中学生時代の部活が卓球部であることを生かした、毎週ゲストと卓球対決をするコーナーがスタートした。番組中にはがきを読まれたり出演したリスナーには、番組特製テレホンカードの他、システム手帳などもプレゼントされていた。